# Тархан, Абдулхак Хамид
Абдулхак Хамид Тархан (тур.  Abdülhak Hamit Tarhan; 2 января 1852, Стамбул, Османская империя — 12 апреля 1937, там же) — турецкий прозаик и драматург черкесского происхождения.
Один из зачинателей романтизма в турецкой литературе.

## Биография
Аристократ по происхождению. Сын турецкого дипломата. Блестяще знал ряд иностранных языков.
До 1863 года обучался в Париже, затем получил частное образование. С 1878 года — на дипломатической работе. Долго жил за границей (во Франции, Иране, Греции, Индии, Англии, Бельгии, Австрии).

## Творчество
Известен в турецкой литературе как «Чаир-и Азам» (Великий поэт) и «Дахи-и Азам» (Великий гений).
Писал стихи и пьесы. В поэзии настроения печали и безнадёжности (сборники «Пустыня», 1879; «Кладбище», 1885) перемежаются мотивами радостными, жизнеутверждающими («Мои безумия, или Город», 1886). Ввёл в турецкую поэзию силлабическое стихосложение.
В драматургическом творчестве, представленном разными жанрами, А. Хамид открыто выступает в защиту просветительских идеалов. В социально-бытовой драме «Чувствительная девушка» (1875) автор поднимает проблему женского равноправия; идейный стержень политической трагедии «Нестерен» (1876) — протест против деспотизма и защита равенства людей. В аллегорической драме в стихах «Либерте» (1876) заключённая Деспотом в темницу Свобода рвётся с помощью Либерала к своему возлюбленному народу, полная уверенности в том, что «настанет день, и народ сокрушит тиранов».
Его пьесы были новым словом в турецкой драматургии. Написанные на исторические и современные темы, они носят антисултанский и антиимпериалистический характер («Свобода», 1872; «Дочь индуса», 1875; «Тарик, или Захват Андалусии», 1879, и др.).

## Избранные произведения
Поэзия
- Sahra (1879)
- Makber (1885)
- Ölü (1885)
- Hacle (1886)
- Bunlar Odur (1885)
- Divaneliklerim Yahut Belde (1885)
- Bir Sefirenin Hasbihali (1886)
- Bala’dan Bir Ses (1912)
- Validem (1913)
- İlham-ı Vatan (1916)
- Tayflar Geçidi (1917)
- Ruhlar (1922)
- Garam (1923).

Пьесы и проза
- Macera-yı Aşk (1873, 1910)
- Sabr-u Sebat (1875)
- İçli Kız (1875)
- Duhter-i Hindu (1876)
- Nazife (1876)
- Nesteren (1878)
- Tarık Yahut Endülüs'ün Fethi (1879)
- Eşber (1880)
- Zeynep (1908)
- İlhan (1913)
- Liberte (1887)
- İbn-i Musa Yahut Zadülcemal (1917)
- Sardanapal (1917)
- Abdüllahi’s Sağir (1917)
- Yadigar-ı Harb (1917)
- Hakan (1935)
- Cünun-ı Aşk (1917)